# Zheng Pan
Zheng Pan (chiń. 郑攀; ur. 15 sierpnia 1985) – chiński zapaśnik w stylu klasycznym. Zajął 10 miejsce w mistrzostwach świata w 2011. Ósmy w igrzyskach azjatyckich w 2014 i dziesiąty w 2010. Złoty medalista mistrzostw Azji w 2012 i brązowy w 2015 roku.